# Seymeria pennellii
Seymeria pennellii är en snyltrotsväxtart som beskrevs av Billie Lee Turner. Seymeria pennellii ingår i släktet Seymeria och familjen snyltrotsväxter. Inga underarter finns listade i Catalogue of Life.